# Thế giới ngầm: Trỗi dậy
Thế giới ngầm: Trỗi dậy (tựa gốc: Underworld: Awakening) là một bộ phim hành động kinh dị 3D của Mỹ năm 2012 do Måns Mårlind và Björn Stein đạo diễn. Đây là phần thứ tư của loạt phim Underworld, với Kate Beckinsale tiếp tục đảm nhận vai Selene, bên cạnh dàn diễn viên phụ Theo James, Michael Ealy và India Eisley.

## Nội dung
Vài năm sau sự kiện trong phần phim thứ hai, chính phủ và người dân trên thế giới đều đã biết đến sự tồn tại của Ma cà rồng và Người sói. Loài người bắt đầu tổ chức một cuộc thanh trừng mang tính diệt chủng nhằm giết sạch cả hai giống loài, Selene và Michael Corvin bị bắt giữ. Vì là một ma cà rồng đặc biệt nên Selene bị giam vào tủ đông lạnh.
Sau mười hai năm bị đông lạnh, Selene đã thoát ra khỏi phòng thí nghiệm của tập đoàn Antigen. Cô biết được có một đối tượng khác cũng đã chạy thoát, cô tin người đó chính là Michael. Selene thấy được tầm nhìn của người nào đó, cô đi theo tầm nhìn đó xuống một dãy tầng hầm. Cô gặp một anh chàng ma cà rồng tên David, họ thấy nơi đây có vài người sói suy yếu. Selene phát hiện ra đối tượng chạy thoát khỏi phòng thí nghiệm không phải là Michael mà là một cô gái trẻ tên Eve.
Selene, David và Eve lên xe bỏ chạy trong khi ba người sói đuổi theo. Eve để lộ ra cô là người lai khi có sức mạnh xé đầu một người sói ra làm đôi. Selene nhận ra Eve chính là con gái của cô và Michael. Eve tiết lộ rằng trong lúc chạy thoát khỏi phòng thí nghiệm, cô thấy tủ đông lạnh của Selene và vô hiệu hóa nó, cho phép Selene thoát ra. Vết thương của Eve không thể tự lành và cô ngày càng yếu đi, David thấy vậy liền đưa hai mẹ con Selene về nơi ẩn náu của anh.
Sau khi Eve uống một ít máu, vết thương của cô lành lại. Nhận ra những người nơi đây không hài lòng với sự hiện diện của hai mẹ con, Selene chuẩn bị đưa con gái rời đi. Bọn người sói bất ngờ tấn công vào hầm trú ẩn của những ma cà rồng. Selene tham gia trận chiến và giết được nhiều người sói trước khi bị đánh gục bởi một con sói cực kỳ to lớn, nhanh hồi phục và miễn dịch với bạc. Khi tỉnh lại, Selene biết được bố của David là Thomas đã giao nộp Eve cho bọn người sói. David đã bị thương nặng sau trận chiến nhưng Selene đã sử dụng máu của cô để giúp anh hồi sinh. Sau đó Selene đến gặp một cảnh sát tên Sebastian, người có thiện cảm với ma cà rồng do người vợ đã chết của anh là ma cà rồng.
Selene phát hiện ra tập đoàn Antigen đang được điều hành bởi bọn người sói, chúng đã đóng giả loài người để đưa ra thông tin giả, lừa cả thế giới tin rằng giống loài của chúng đã tuyệt chủng. Giám đốc của Antigen là Tiến sĩ Jacob Lane đang cố gắng hoàn thiện người sói, hắn cần ADN của Eve để làm điều này. Con sói to lớn mà Selene đối đầu chính là Quint, con trai của Lane. Selene và Sebastian tấn công vào tòa nhà của Antigen. Selene bất ngờ thấy Michael đang bị giam trong tủ đông lạnh. David cũng đến giúp đỡ Selene giết bọn người sói. Selene lừa Quint biến trở lại hình dạng con người rồi nhét quả lựu đạn bạc vào bụng hắn khiến hắn nổ tan xác, trong khi đó Eve cũng giết chết Lane. Sebastian thúc giục ba ma cà rồng nhanh chóng rời khỏi hiện trường trước khi cảnh sát đến. Họ lên tầng trên thì thấy Michael đã thoát ra khỏi tủ đông và bỏ chạy. Selene đoán rằng cả thế giới sẽ săn lùng Michael và bộ ba thề sẽ tìm kiếm anh ta.